# Firmicutes
Firmicutes (z latiny: firmus-silný a cutis-kůže, resp. buněčná stěna), podle nového názvosloví Bacillota, je kmen grampozitivních bakterií. Některé mohou mít gramnegativní reakci (Megasphaera, Pectinatus, Selenomonas, Zymophilus), ale to je způsobeno vnější pórovitou membránou navíc. Původně oddělení Firmicutes zahrnovalo všechny grampozitivní bakterie, ale dnes se k nim neřadí aktinobakterie. Firmicutes mají kulaté buňky (koky) nebo tyčinky.
Mnoho Firmicutes produkuje endospory, které jsou odolné k vyschnutí a mohou přežít extrémní podmínky. Nachází se v rozličných prostředích a některé z nich jsou patogeny. Tzv. heliobakterie dokonce ovládají proces fotosyntézy. Některé se nachází i v střevě, a tvrdí se o nich, že mají vliv na obezitu.
Kmen dříve obsahoval třídu Mollicutes, se zástupci (jako např. Mycoplasma) postrádajícími buněčnou stěnu. Ta je v současnosti řazena do nově vyčleněného kmene Mycoplasmatota, dříve zvaného Tenericutes.

## Dělení
Skupina je tradičně dělena na třídy: Clostridia (klostridia), jež jsou anaerobní, Bacilli, které jsou obligátní či fakultativně aerobní, třetí třídou jsou Mollicutes. Zdá se, že první dvě třídy jsou parafyletické či polyfyletické. Systém může mít např. tuto podobu:[zdroj?]
- třída Bacilli (bacili)
  - řád Bacillales
    - čeleď Bacillaceae
      - rod: Bacillus

    - čeleď Alicyclobacillaceae
    - čeleď Caryophanaceae
    - čeleď Listeriaceae
      - rod: Listeria

    - čeleď Paenibacillaceae
    - čeleď Planococcaceae
    - čeleď Sporolactobacillaceae
    - čeleď Staphylococcaceae
      - rod: Staphylococcus

    - čeleď Thermoactinomycetaceae

  - řád Lactobacillales
    - čeleď Lactobacillaceae
      - rod: Lactobacillus

    - čeleď Aerococcaceae
    - čeleď Carnobacteriaceae
    - čeleď Enterococcaceae
    - čeleď Streptococcaceae
      - rod: Streptococcus

- třída: Clostridia (klostridia)
  - řád Clostridiales
    - čeleď Clostridiaceae
      - rod: Clostridium

    - čeleď Lachnospiraceae
    - čeleď Peptostreptococcaceae
    - čeleď Eubacteriaceae
    - čeleď Peptococcaceae
    - čeleď Heliobacteriaceae
    - čeleď Acidaminococcaceae
    - čeleď Syntrophomonadaceae

  - řád Thermoanaerobacteriales
    - čeleď Thermoanaerobacteriaceae

  - řád Halanaerobiales
    - čeleď Halanaerobiaceae

- třída: Mollicutes (molikutes)
  - řád Mycoplasmatales
    - čeleď Mycoplasmataceae
      - rod: Mycoplasma
      - rod: Ureaplasma

  - řád Entomoplasmatales
    - čeleď Entomoplasmataceae
    - čeleď Spiroplasmataceae

  - řád Acholeplasmatales
    - čeleď Acholeplasmataceae
      - rod Phytoplasma

  - řád Anaeroplasmatales
    - čeleď Anaeroplasmataceae
- třída: Erysipelotrichia
  - řád Erysipelotrichales
    - čeleď Erysipelotrichaceae
      - rod Erysipelothrix